# 월요일의 타와와
《월요일의 타와와》(月曜日のたわわ)는 만화가 히무라 키세키가 트위터에서 매주 월요일에 업로드한 일러스트 모음이다. 2016년 10월, 2021년 9월에 웹 애니메이션화로 방송되고 있다.

## 개요
2015년 2월 23일, 히무라 키세키의 트위터 계정으로 첫작이 되는 일러스트를 업로드했다. 그 다음주부터 넘버링이 시작되었다. 2016년 첫 업로드부터는 《월요일의 타와와》라는 타이틀로 변경되었다.
월요일 아침에 회사에 향하는 우울함이, 가슴이 풍만한 여자아이 일러스트를 통해 완화된 것이 계속하는 계기가 되었다.
일러스트를 모아놓은 것이 동인지로서 코믹 마켓 등에서 배포되고 있다.

## 등장 인물
아이 짱 (アイちゃん)
목소리 - 하라다 사야카 / 김현지 (성우)
오빠 (お兄さん)
목소리 - 마지마 쥰지 / 홍진욱

## 웹 애니메이션

### 월요일의 타와와
2016년 10월 10일에 서프라이즈로 애니메이션화가 발표되어, 동시에 제1화가 유튜브에서 공개되었다. 전 12회를 예정으로 하고 있다. 하지만, 10월 10일에 공개된 제1화는, 공개로부터 10시간 정도만에 유튜브의 커뮤니티 가이드라인 위반에 해당한다고 판단되어 삭제당했다.

### 스태프
- 원작 - 히무라 키세키
- 감독 - 무라야마 코스케
- キャラクターデザイン - 요시이 히로유키
- 美術監督 - 키쿠치 아키코, 마츠모토 히로키
- 美術設定 - 코야마 마유코
- 撮影監督 - 나카노 료타로
- 色彩設計 - 사카가미 코우지
- 音楽 - 데와 요시아키
- 音楽プロデューサー - 니시무라 쥰
- 音楽制作 - NBC유니버설
- 音響監督 - 아케타가와 진
- 音響効果 - 이노마타 야스시
- 編集 - 타카하시 아유무
- プロデューサー - 오구라 미츠토시, 후쿠나가 케이스케, 오오가미 유우마, 카네미츠 카즈히로
- アニメーションプロデューサー - 무카이토게 카즈키
- アニメーション制作 - PINE JAM
- 製作 - NBC유니버설, 월령사, 아이오플러스

### 주제가
엔딩 테마 「소녀의 타와와」(乙女のたわわ)
작사・작곡 - 아이바 쥰 / 편곡 - 데와 요시아키 / 노래 - 아이 짱(하라다 사야카)

### 각화 리스트
| 화수 | 원어 부제                            | 번역 부제                           | 그림 콘티                 | 연출                      | 작화감독                    | 배포일           |
| ---- | ------------------------------------ | ----------------------------------- | ------------------------- | ------------------------- | --------------------------- | ---------------- |
| 그 1 | 月曜日のたわわ                       | 월요일의 타와와                     | 무라야마 코스케(村山公輔) | 무라야마 코스케(村山公輔) | 마메즈카 타카시(豆塚隆)     | 2016년 10월 10일 |
| 그 2 | しっかり者のつもりだがスキの多い後輩 | 착실한 사람일 터인데 빈틈 많은 선배 | 히로타 코스케(尋田耕輔)   | 히로타 코스케(尋田耕輔)   | 사카노 히카리(阪野日香莉)   | 10월 17일        |
| 그 3 | TAWAWA SPORTS                        | TAWAWA SPORTS                       | 무라야마 코스케           | 세가와 신야(瀬川真矢)     | 세가와 신야(瀬川真矢)       | 10월 24일        |
| 그 4 | ブルーマンデーの天使                 | 월요병의 천사                       | 무라야마 코스케           | 무라야마 코스케           | 야마나카 마사히로(山中正博) | 10월 31일        |
| 그 5 | アイちゃんと決戦の身体測定           | 아이 짱과 결전의 신체측정           | 무라야마 코스케           | 무라야마 코스케           | 시미즈 유스케(清水裕輔)     | 11월 7일         |

### 월요일의 타와와 2
2021년 9월 20일부터 12월 6일까지 아메바 TV에서 착신. 사전의 착신 소식은 전했다.